# María Elena
María Elena – miasto w Chile, w regionie Antofagasta. W 2002 roku liczyło 4596 mieszkańców.